# Carmine Galante
Carmine Galante (1910. február 21. – 1979. július 12.) amerikai maffiózó volt. Galantét ritkán látták szivar nélkül, aminek köszönhetően a "The Cigar" és a "Lilo" (szicíliai kifejezés a szivarra) beceneveket ragasztották rá. Galante hosszú karriert futott be a szervezett bűnözésben, és a Bonanno bűnözőklán (nem hivatalos) megbízott főnökévé emelkedett fel. 1979-ben meggyilkolták, miközben egy étteremben ebédelt társaival és testőreivel.

## Életrajza

### Háttérinformációk
Camillo Carmine Galante 1910. február 21-én született egy bérházban, Manhattan Kelet-Harlem városrészében. Szülei, Vincenzo "James" Galante és Vincenza Russo 1906-ban vándoroltak ki a szicíliai Castellammare del Golfóból New Yorkba, ahol Vincenzo halász volt. Carmine Galanténak két testvére volt, Samuel és Peter Galante, valamint két nővére, Josephine és Angelina Galante. 1945. február 10-én vette feleségül Helen Marullit, akitől három gyermeke született: James Galante, Camille Galante és Angela Galante. Élete utolsó 20 évében Carmine Galante Ann Acquavellával élt együtt; a párnak két közös gyermeke született, ő volt a nagybátyja James Carmine Galanténak, a Bonanno bűnözőklán helyi vezérének.  1931-ben a börtönben az orvosok pszichopata személyiséget diagnosztizáltak nála. Galante tulajdonosa volt a Rosina Costume Company-nak a New York-i Brooklynban, és kapcsolatban állt a New Jersey-i West New York-i Abco Vending Company-val.

### Korábbi évei
10 éves korában Galante bűnös tevékenysége miatt javítóintézetbe került. Hamarosan egy fiatalkorúakból álló utcai bandát alapított a New York-i Lower East Side-on. 15 éves korára otthagyta a hetedik osztályt. Tizenévesként Galante a szesztilalom korszakában a maffia szövetségese lett, és az évtized végére vezető végrehajtóvá vált. Ebben az időszakban Galante halválogatóként és egy művirágboltban is dolgozott. 1925. december 12-én a 15 éves Galante bűnösnek vallotta magát testi sértés vádjában. 1926. december 22-én két és fél év állami börtönbüntetésre ítélték. 1930 augusztusában letartóztatták Walter DeCastilla rendőrtiszt meggyilkolásáért egy rablás során. Galante ellen azonban soha nem emeltek vádat. 1930-ban a New York-i rendőrség (NYPD) tisztje, Joseph Meenahan elkapta Galantét és más bandatagokat, amint megpróbáltak eltéríteni egy teherautót a brooklyni Williamsburgben. Az ezt követő tűzharcban Galante megsebesítette Meenahant és egy hatéves járókelőt, de mindketten túlélték a lövéseket. 1931. február 8-án, miután bűnösnek vallotta magát rablási kísérletben, ezért 12 és fél év fegyházbüntetésre ítélték. 1939. május 1-jén feltételesen szabadult a börtönből. 1940-ben Galante már Vito Genovese, a Luciano bűnözőklán hivatalos alvezére számára hajtott végre "gyilkosságokat". Galante alvilági hírnévre tett szert kegyetlenségéről, és a New York-i rendőrség több mint nyolcvan gyilkosságban való részvétellel gyanúsította. Galanténak a beszámolók szerint hideg, merev tekintete volt, szemei az emberi élet iránti teljes közömbösséget sugallták, és mind a bűnüldöző szerveket, mind a többi maffiatagot megrémítették. Ralph Salerno, a New York-i rendőrség egykori nyomozója egyszer azt mondta: „Az összes gengszter közül, akikkel valaha személyesen találkoztam, és az évek során több tucatnyival találkoztam, csak kettő volt, akinek, amikor egyenesen a szemébe néztem, úgy éreztem, hogy nem szeretném, ha személyesen haragudnának rám. Aniello Dellacroce volt az egyik, és Carmine Galante volt a másik. Gonosz volt a tekintetük, úgy értem, gyilkos szemeik voltak. Látszott rajtuk, hogy mennyire ijesztő, a gyilkosok rideg tekintete.”
1943-ban Galante a gyanú szerint meggyilkolta Carlo Trescát, egy antifasiszta újság kiadóját New Yorkban. Az olaszországi száműzetésben élő Genovese ajánlotta fel Tresca megölését Benito Mussolini olasz miniszterelnöknek tett szívességként. Genovese feltételezhetően Galanténak adta a gyilkossági megbízást. 1943. január 11-én Galante az információk szerint lelőtte Trescát, amikor a manhattani újság szerkesztőségéből kilépett, majd beszállt egy autóba és el akart hajtani. 1943. január 11-én Galantét gyanúsítottként letartóztatták ugyan, de a gyilkossággal kapcsolatban soha senkit sem vádoltak meg. 1943. január 11-én a Tresca-gyilkosság után Galantét feltételes szabadlábra helyezésének megszegése miatt ismét börtönbe került. 1944. december 21-én engedték ki a börtönből.

## Későbbi évek
1953-ban Joseph Bonanno főnök a québeci Montrealba küldte Galantét, hogy felügyelje az ottani kábítószerüzletet. A Cotroni bűnözői családból Vincenzo Cotronival dolgozott együtt a French Connectionben. Bonannoék hatalmas mennyiségű heroint importáltak hajóval Montrealba, majd az Egyesült Államokba szállították. A rendőrség becslései szerint Galante szerencsejátékokból származó nyereséget is gyűjtött Montrealban, évente mintegy 50 millió dollár értékben. 1956 áprilisában Galante erős zsarolási taktikája miatt a kanadai kormány visszatoloncolta őt az Egyesült Államokba. 1957 októberében Bonanno és Galante, aki ekkor már tanácsos volt, a szicíliai Palermóban egy szállodában találkoztak a heroin Egyesült Államokba történő behozatalának szándékával kapcsolatban. A találkozón részt vett Lucky Luciano és más amerikai maffiózók, valamint a Giuseppe Genco Russo által vezetett szicíliai maffiából álló küldöttség. A megállapodás részeként a szicíliai maffiózók az Egyesült Államokba jönnének a kábítószer terjesztésére. Galante számos fiatalembert, úgynevezett Zipeket hozott magával családja szülőhelyéről, a trapaniai Castellammare del Golfóból, hogy testőrként, bérgyilkosként és kábítószer-kereskedőként dolgozzanak. 1958-ban, miután kábítószer-összeesküvés miatt vádat emeltek ellene, Galante bujkálni kezdett. 1959. június 3-án a New Jersey Állami Rendőrség emberei letartóztatták őt, miután megállították autóját a Garden State Parkway-en, New York közelében. A szövetségi ügynökök nemrégiben fedezték fel, hogy Galante a Dél-Jersey partjainál lévő Pelican Islanden egy házban rejtőzködik. Miután letette a 100000 dolláros óvadékot, szabadon engedték. 1960. május 18-án Galante ellen vádat emeltek egy második kábítószerrel kapcsolatos bűncselekmény miatt, ám ezúttal önként feladta magát. Galante első kábítószeres pere 1960. november 21-én kezdődött; egyik vádlott-társa William Bentvena volt.  Az első tárgyalást kezdettől fogva az esküdtek és póttagok kiesése és a vádlottak kényszerítő erejű bírósági előadásai jellemezték. A bíró 1961. május 15-én tévesnek ítélte a tárgyalást. Az esküdtszéki elnök az éjszaka közepén leesett néhány lépcsőn egy elhagyatott épületben, és sérülése miatt nem tudta folytatni a tárgyalást. Galante-t 20 nap börtönbüntetésre ítélték a bíróság megsértése miatt. 1962. július 10-én, miután a második kábítószer-perében bűnosnek találták, és 20 év szövetségi börtönbüntetésre ítélték.

### A hatalom megszerzése
1974 januárjában Galante feltételesen szabadult a börtönből. A börtönből való szabadulása után állítólag Galante elrendelte, hogy robbantsák fel az 1973-ban elhunyt ellensége, Frank Costello magánmauzóleumának ajtaját a Szent Mihály temetőben. 1974. február 23-án a manhattani Americana Hotelben tartott ülésen a Bizottság Philip "Rusty" Rastellit nevezte ki főnöknek. Amikor Rastellit 1976-ban börtönbe küldték, Galante nem hivatalos megbízott főnökként átvette az irányítást Bonannóék felett. Az 1970-es évek végén Galante állítólag megszervezte a Gambino klán legalább nyolc tagjának meggyilkolását, akikkel erős rivalizálásban állt, annak érdekében, hogy átvegye egy hatalmas kábítószer-kereskedelmi művelet irányítását.  1978. március 3-án az Egyesült Államok feltételes szabadlábra helyezési bizottsága visszavonta Galante feltételes szabadlábra helyezését, mert vélhetően más Bonanno maffiózókkal állt kapcsolatban, és visszakerült a börtönbe. 1979. február 27-én azonban egy bíró úgy ítélte meg, hogy a kormány jogellenesen vonta vissza Galante feltételes szabadlábra helyezését, és elrendelte azonnali szabadlábra helyezését.

### Halála
A New York-i bűnözőklánokat megrémítette Galante arcátlan kísérlete, hogy átvegye a kábítószerpiacot. 1979-ben a Genovese bűnözőklán főnöke, Frank Tieri kapcsolatba lépett a Cosa Nostra szicíliai vezetőivel, hogy konszenzust teremtsen Galante meggyilkolásához, még a visszavonult Joseph Bonanno jóváhagyását is megszerezte. 1979-ben lendületet kaptak, amikor a hivatalos főnök, Rastelli a Bizottság jóváhagyását kérte Galante megöléséhez. Joseph Massino, egy Rastellihez hű Bonanno-katona továbbította a kérést a Bizottságnak, amely gyorsan jóváhagyta a Galante elleni megbízást.  1979. július 12-én Galante-t akkor ölték meg, amikor befejezte az ebédet a Joe és Mary olasz-amerikai éttermének nyitott teraszán, a brooklyni Bushwickben, a Knickerbocker Avenue 205. szám alatt. Leonard Coppolával, egy Bonanno helyi vezérrel és Giuseppe Turano étteremtulajdonossal/unokatestvérével, egy Bonanno katonával ebédelt. Az asztalnál ültek még Galante szicíliai testőrei, Baldassare Amato és Cesare Bonventre. Délután 14:45-kor három símaszkos férfi lépett be az étterembe, besétáltak a teraszra, és sörétes puskákkal valamint kézifegyverekkel tüzet nyitottak rájuk. Galante, Turano és Coppola azonnal meghaltak. A meggyilkolt Galantéról készült képen még mindig egy szivar volt a szájában. Amato és Bonventre, akik nem tettek semmit Galante védelmében, sértetlenül megúszták a támadást. A fegyveresek ezután kirohantak az étteremből.

### Következmények
A New York-i római katolikus érsekség nem engedélyezte, hogy gyászmisét tartsanak Galantéért a rossz hírneve miatt. Galantét a Queens-i Middle Village-i Saint John's temetőben temették el. 1984-ben Bonventre-t meggyilkolva találták egy New Jersey-i raktárban, állítólag azért, hogy biztosítsák a hallgatását a Galante-gyilkosságban. 1987. január 13-án Anthony Indelicato-t 40 év börtönbüntetésre ítélték, mint a bizottsági per vádlottját, a Galante, Coppola és Turano gyilkosságokért.

## Fordítás
- Ez a szócikk részben vagy egészben  a   Carmine Galante című angol Wikipédia-szócikk ezen változatának fordításán alapul.  Az eredeti cikk szerkesztőit annak laptörténete sorolja fel. Ez a jelzés csupán a megfogalmazás eredetét és a szerzői jogokat jelzi, nem szolgál a cikkben szereplő információk forrásmegjelöléseként.